# Polychrysia esmeralda
Polychrysia esmeralda är en fjärilsart som beskrevs av Charles Oberthür 1880. Polychrysia esmeralda ingår i släktet Polychrysia och familjen nattflyn. Inga underarter finns listade i Catalogue of Life.